# Maurice Tilliette
Pour les articles homonymes, voir Tilliette.
Maurice Tilliette, né le 29 décembre 1884 à Boulogne-sur-Mer et mort dans cette même ville le 26 août 1973, est un footballeur international français.

## Biographie
Maurice Émile Louis, naît le 29 décembre 1884 à Boulogne-sur-Mer de père et de mère inconnu, il est reconnu, l'âge de quatorze ans, par Émile Jules Louis Tilliette, entrepreneur de plomberie, comme étant son fils naturel.
Il travaille, dès 1914, dans une entreprise de ferblanterie qui fournit des boîtes en fer blanc et des gamelles à l'Armée française pendant la Première Guerre mondiale. Après la guerre, il prend la direction de l'entreprise qui prend, en 1922, le nom de « boite métallique illustrée » (BMI) qui emploie dans les années 1960 plus de 500 personnes. Maurice Tilliette est aussi un passionné de philatélie.
Pendant sa carrière de footballeur, son poste de prédilection est gardien de but. Il compte deux sélections en équipe de France de football, Pays-Bas-France à Rotterdam en 1908 et Danemark-France au White City Stadium à Londres jeux olympiques en 1908.
Il est président de l'Union sportive Boulonnaise (USB) du début des années 1930 jusqu'à la professionnalisation du club en 1935.
Il meurt le 26 août 1973 à Boulogne-sur-Mer.

## Clubs successifs
- Union sportive Boulonnaise

## Carrière
Maurice Tilliette est le gardien français qui encaissa le plus grand nombre de buts en un match. Ce record intervient à Londres en 1908 dans le cadre des jeux olympiques, le Danemark battant les tricolores sur le score de 17-1, avec dix buts marqués par le seul Sophus Nielsen. De dépit, la France ne joua pas le match suivant, de même que Maurice, qui laissa sa place à Tessier pour un résultat à peu près comparable.

## Pour approfondir